# Upplands runinskrifter 258
Upplands runinskrifter 258 är en runsten som nu står uppställd precis utanför vapenhuset och porten till Fresta kyrka i Fresta socken och Upplands Väsby kommun, Vallentuna härad i Uppland. Utanför och inmurade i kyrkan finns även flera andra runstenar och fragment.

## Stenen
U 258 är inte så rikt utsmyckad, men har en utförligare och längre inskrift än de flesta andra runstenar i området. I texten ingår namnet "Vitkarl" vilket hittills inte har hittats på någon annan ristning. Stenen är ornerad med ett propelkors och stilen är RAK. Materialet är granit. Inskriften lyder i översättning:

## Inskriften
Translitterering av runraden:
kunar × uk × sasur × þiʀ × litu × risa × stin × þina × iftiʀ × kiʀbi(a)rn × faþur × sin × sun × ui(t)kars × i × (s)u--unisi × on × trabu × nurminr × o kniri × asbiarnaʀ
Normalisering till runsvenska:
Gunnarr ok Sassurr þæiʀ letu ræisa stæin þenna æftiʀ Gæiʀbiorn, faður sinn, sun Vittkarls/Hvitkars i Sv[al]unæsi(?). Hann drapu norrmænnr a knærri Asbiarnaʀ.
Översättning till nusvenska:
Gunnar och Sassur de läto resa denna sten efter Gerbjörn, sin fader, son av Vitkarl i Svalnäs(?). Honom dräpte norrmännen i Åsbjörns knarr (skepp).
Vitt betyder «trolldomsmedel» så Vittkarl är en «trolldomskarl», vilket är ett mycket ovanligt namn.

## Se även

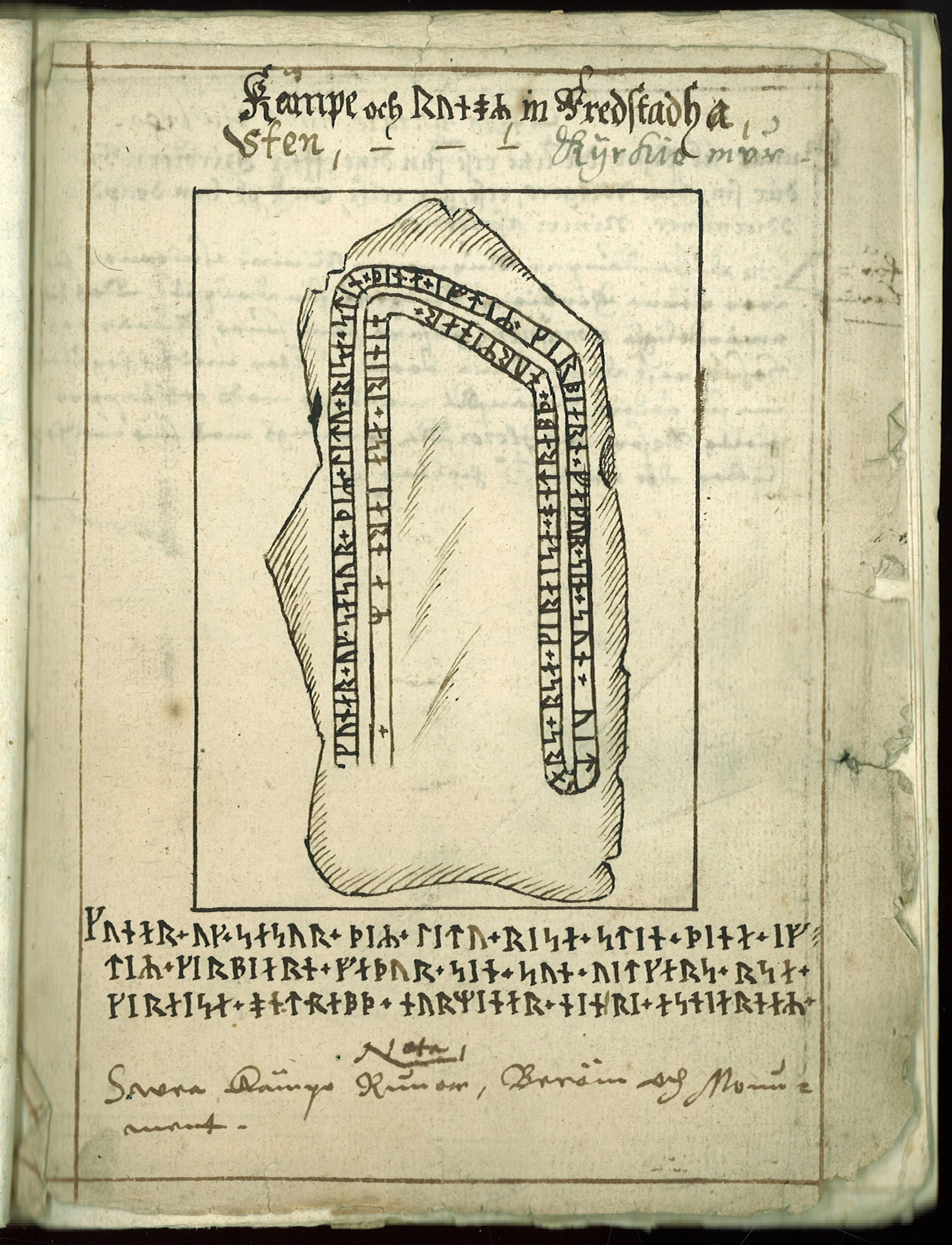
U 258 i Collectaneum Monumentale Runicum